# 大久保谷川
大久保谷川（おおくぼだにがわ）は、徳島県阿波市を流れる吉野川水系の河川である。

## 地理
阿波市（旧阿波郡市場町大字犬墓字小竹）から市場町を経て阿波町の中心を縦断するように流れ吉野川に合流する。支流に願成寺谷川がある。

## 支流
- 願成寺谷川

## 流域の主な施設
- 阿波市役所
- 阿波市立阿波図書館
- 阿波市立阿波中学校

## 流域の自治体
徳島県
阿波市